# Parafia św. Wojciecha w Krakowie (Bronowice)
Parafia św. Wojciecha w Krakowie – parafia rzymskokatolicka należąca do dekanatu Kraków-Bronowice archidiecezji krakowskiej na osiedlu Bronowice Małe Wschód przy ulicy św. Wojciecha.

## Historia parafii
27 listopada 1988 utworzono, dekretem ks. kardynała Franciszka Macharskiego, parafię Św. Wojciecha z koniecznością budowy nowego kościoła. Dzięki ofiarności parafian wykupiono grunt pod budowę kościoła u zbiegu ulic Wesele i Zarzecze. Budowa rozpoczęła się w kwietniu 1993 roku. W październiku 1994 roku ks. kardynał Franciszek Macharski wmurował kamień węgielny poświęcony przez Ojca Świętego Jana Pawła II podczas parafialnej pielgrzymki do Rzymu.
Budowa kościoła zbiegła się z jubileuszem 1000-lecia śmierci Św. Wojciecha, patrona parafii. Uroczyste poświęcenie nowego kościoła odbyło się w dniu 16 listopada 1997 roku o godzinie 12 w czasie mszy świętej odprawionej przez ks. kardynała Franciszka Macharskiego. Kościół został konsekrowany w 2000 r.

## Terytorium parafii
Ulice: Armii Krajowej 27, 29, 31, 33, Bandtkego, Brązownicza, Bronowicka numery parzyste 20‑104 i nieparzyste 43-99, Cicha, Czepca, Drzymały, Górna, Kmietowicza, Kołowa, Konwisarzy, Krakusów, Kunickiego, Lea numery parzyste od 120 i nieparzyste od 175, Mydlnicka, Mysłakowskiego, Odlewnicza, Pyjasa, Przybyszewskiego, Rodakowskiego, Rydla numery parzyste, Sewera, Sołtysa Dytmara, Spiżowa, Stańczyka, Szablowskiego, Walewskiego, Wesele, Wjazdowa, Włościańska, św. Wojciecha, Zapolskiej, Zarzecze numery parzyste 2-90 i nieparzyste 1-77, Złoty Róg.

## Proboszczowie
- ks. Józef Caputa (1985–2020)
- ks. Marian Wanat (od 2020)[1]

## Wspólnoty parafialne
- Róże Żywego Różańca
- Oaza Ruch Światło-Życie
- Akcja Katolicka
- zespół charytatywny
- zespół synodalny
- Kręgi Domowego Kościoła
- Neokatechumenat
- Bractwo Trzeźwości
- chór parafialny
- Schola „Adalbertus”
- ministranci
- lektorzy

## Domy zakonne na terenie parafii
- Dom Sióstr Zmartwychwstanek z kaplicą Jezusa Zmartwychwstałego, ul. Przybyszewskiego 34
- Dom Sióstr Nazaretanek z kaplicą Macierzyństwa NMP, ul. Przybyszewskiego 39